# 에릭 데인
에릭 데인(Eric Dane, 1972년 11월 9일 ~ )은 미국의 배우이다.

## 출연 작품
- 발렌타인 데이 - 숀 잭슨 역
- 그레이 레이디 - 도일 역
- 나쁜 녀석들: 라이드 오어 다이 - 뱅커 역